# L'Enfant de l'absente
L'Enfant de l'absente est un roman de Thierry Jonquet, illustré par Jacques Tardi et postfacé par le scientifique Jacques Testart. Il a été publié pour la première fois en mars 1994. Il dénonce certaines pratiques médicales extrêmes. 
Ce roman a été adapté par la série télévisée "Florence Larrieu, le juge est une femme", en 1995 (saison 2, épisode 2), avec Florence Pernel, Frédéric Diefenthal et Jacques Perrin.

## Résumé de l'histoire
Une jeune immigrée africaine, victime d'un accident, plonge dans un coma profond. Elle est enceinte de cinq mois et le chef de la clinique où elle est transportée décide de la maintenir en vie artificiellement pour mettre l'enfant au monde. Comme elle n'a pas de papiers, la police ne retrouve que tardivement sa famille en Afrique. C'est son oncle, considéré comme un sage au village, qui va venir tenter de récupérer le corps de la jeune femme et, du même coup, arrêter l'expérience. Mais son combat est loin d'être gagné.

## Personnages
- Loene Bokosola : jeune immigrée africaine, enceinte, et renversée par un autobus. Elle arrive en urgence à la clinique du docteur Lapouge.
- Veyrier : Inspecteur consciencieux, marié à Suzanna, ayant deux enfants. Il tente de retrouver la famille de la jeune femme accidentée.
- Bastien Ségurel : jeune anesthésiste célibataire, mais qui a eu une aventure avec Nadine Blancard. Il devient le médecin personnel de Loene durant l'expérience. Plus tard, regrettant ce qu'il a fait, il déprime et se suicide.
- Georges Lapouge : directeur de l'hôpital Pasteur. C'est lui qui décide de maintenir le corps de Loene en vie, car il est spécialiste des grossesses tardives.
- Nadine Blancard : Infirmière assistante de Ségurel et amie du couple Veyrier. Elle s'engage dans un combat contre le professeur Lapouge qui maintient Loene en vie.
- Dracheline : Le brigadier qui suit le dossier de Loene, supérieur de Veyrier.
- Mme Valampierre : Femme âgée qui a des informations sur l'inconnue.
- Alassane : Oncle de Loene, considéré comme le sage du village de Côte d'Ivoire où il habite. Il est bien décidé à ramener le corps de sa nièce qu'il considère comme morte.
- Cheneaux : Journaliste à "Libération". C'est lui qui fait connaître l'affaire au public grâce à Nadine.
- Paul Brachet : représentant de laboratoire pour les frères Praxon. Il veut récupérer le corps de Loene pour faire des expériences scientifiques.
- Pascal Nollan : Le malheureux chauffeur du bus responsable de l'accident. Il est traumatisé.

## Analyse
Ce roman dénonce une certaine folie de la science dans sa volonté de repousser les limites naturelles. Thierry Jonquet y confronte deux conceptions de la vie et de la mort opposant la science à la morale.
Ainsi le point de vue  d’Alassane, oncle de Loene, et celui du Professeur  Lapouge s’opposent violemment. Pour Lapouge, Loene n’est pas morte, elle vit grâce à la machine, son enfant vit aussi : Lapouge veut vaincre la mort à tout prix. Par contre, pour Alassane Loene est morte et son enfant aussi : Alassane veut obéir à la nature et respecter la mort. Leurs visions de la vie et de la mort mais aussi du bien et du mal sont tout à fait différentes. 
Thierry Jonquet   confronte la religion des Agnis  à l’éthique française. Par exemple, les Agnis veulent pratiquer le mumune qui oblige à enterrer chaque corps séparément, ce qui n’est pas un problème qui se pose pour les Français.  L’oncle de Loene souhaite laisser mourir l’enfant et l’enterrer puisque pour lui, il est mort et c’est ce que  sa religion lui commande de faire, s’il veut assurer la vie de leurs âmes. Par contre la loi française interdit l’euthanasie  et c’est en fonction de cette idée que débrancher serait tuer l’enfant,  que le Pr Lapouge veut garder  Loene en vie. Le roman attire donc aussi l’attention du lecteur sur des aspects juridiques et sur les rôles du Conseil de l’Ordre des Médecins et du comité national d’éthique.
« D’un certain usage du corps »
Jacques [Testard] a nommé sa postface « d’un certain usage du corps » et y propose deux usages :
-  l’usage scientifique (point de vue du Pr Lapouge), c’est lorsque l’on parle du corps en le nommant « matériau », «incubateur », « gestateur » ou encore « mécano » et le traite donc de cette façon.
-  l’usage symbolique (point de vue d’Alassane), c’est lorsqu’on considère le corps comme un support de l’âme.
La « femme incubatrice » qu’est devenue Loene, pose des questions qui ne s’étaient pas posées auparavant. Avec l’avancée technologique, l’homme va pouvoir devenir un matériau comme un autre, un pantin dont on peut remplacer des parties. Les barrières de la mort seraient alors repoussées grâce aux progrès scientifiques et médicaux. C’est maintenant la science qui décidera de notre existence. Mais l’on peut aussi considérer qu’avec l’avancée technologique de nouvelles expériences peuvent amener de grandes découvertes et donc de nouvelles interventions médicales qui sauveront des vies.
Les médias 
Un autre thème abordé par le roman est le rôle essentiel des médias. 
Dans l’enfant de l’absente les médias surveillent les faits, gestes et opinions des uns et des autres, ils prennent plusieurs positions successives et ainsi influencent le déroulement de l’histoire.
Lors de l’annonce de l’expérience de Lapouge, les médias s’empressent de transmettre l’information pour faire du chiffre. Puis ils font évoluer leurs révélations selon ce qu’ils pensent que leurs lecteurs veulent lire et rapportent que certains considèrent  Lapouge comme un assassin. Lapouge organise alors une conférence de presse pour justifier son expérience. Les Médias se disent alors convaincus que Lapouge veut sauver l’enfant et disent du bien de lui, affirment  qu’il est un homme bien etc.  
Puis lorsque la police trouve la famille de la victime, les médias vont se faire discrets, ils vont devenir neutres  et se contenter de dire les faits en attendant l’évolution…  Lorsque  Lapouge réussit  à faire accoucher Loene,  il est considéré  comme un homme exceptionnel qui a voulu sauver l’enfant. Ils lui font la réputation dont il rêvait mais lorsque l’anesthésiste Bastien Ségurel se suicide les médias disent de Lapouge qu’il n’a pas ménagé son assistant et qu’il l’a poussé au suicide. Lorsque l’enfant meurt les médias rechangent encore d’opinion …
Finalement les médias posent des questions essentielles en cherchant à savoir si Lapouge est un héros de la science ou un homme avide de gloire. Pourtant en même temps ils contrôlent l’opinion publique qui est très dépendante d’eux. 
La préface : ce roman s’appuie sur la réalité ! 
Dans la préface, Thierry Jonquet rapporte les expériences scientifico-médicales et les faits divers, relevés dans des journaux, qui l’ont poussé à écrire ce roman. Il montre également la difficulté pour obtenir des informations sur ce qui se passe réellement. 